# Aktion
Une Aktion (terme allemand) est, durant la Seconde Guerre mondiale, une rafle (de Juifs, de personnes handicapées, etc.) opérée par le régime nazi, qui a pour but l'exécution de ceux-ci, leur déportation dans des centres d'extermination ou bien leur assignation au travail forcé.
Parmi les plus notables figurent l'Aktion T4, l'Aktion Reinhard et l'Aktion 14f13.